# Warren Feeney
Warren James Feeney (ur. 17 stycznia 1981 w Belfaście) – północnoirlandzki piłkarz występujący na pozycji napastnika oraz trener. Wnuk Jima Feeneya i syn Warrena Feeneya, także piłkarzy.

## Kariera klubowa
Feeney seniorską karierę rozpoczynał w 1999 roku w klubie Leeds United z Premier League. W sezonie 1999/2000 nie rozegrał tam jednak żadnego spotkania. W marcu 2001 roku został wypożyczony do ekipy Bournemouth z Division Two. Latem 2001 roku został wykupiony przez Bournemouth z Leeds. W 2002 roku spadł z zespołem do Division Three. W 2003 roku powrócił jednak z nim do Division Two.
W 2004 roku Feeney odszedł do Stockport County z nowo powstałej League One. Spędził tam rok, a potem przeszedł do Luton Town z Championship. W tych rozgrywkach zadebiutował 6 sierpnia 2005 roku w wygranym 2:1 pojedynku z Crystal Palace. 29 sierpnia 2005 roku w wygranym 2:1 spotkaniu z Millwall strzelił pierwszego gola w Championship. W marcu 2007 roku został wypożyczony do walijskiego Cardiff City, także grającego w Championship.
W lipcu 2007 roku Feeney podpisał kontrakt z Cardiff. W sierpniu 2007 roku został wypożyczony do Swansea City, występującego w League One. W styczniu 2008 roku wrócił do Cardiff. Na cały sezon 2008/2009 wypożyczono go do szkockiego Dundee United. W Scottish Premier League pierwszy mecz zaliczył 11 sierpnia 2008 roku przeciwko Hamilton Academical (1:3). 8 listopada 2008 roku w wygranym 2:1 spotkaniu z Aberdeen zdobył pierwszą bramkę w Scottish Premier League.
Latem 2009 roku Feeney wrócił do Cardiff, a w listopadzie tego samego roku został wypożyczony do Sheffield Wednesday. W styczniu 2010 roku powrócił do Cardiff, a w lipcu podpisał kontrakt z Oldham Athletic grającym w League One. Pierwszy ligowy mecz zaliczył tam 7 sierpnia 2010 roku przeciwko Tranmere Rovers (2:1).
W sierpniu 2011 podpisał roczny kontrakt z Plymouth Argyle.

## Kariera reprezentacyjna
Feeney jest byłym reprezentantem Irlandii Północnej U-21. W pierwszej reprezentacji Irlandii Północnej zadebiutował 27 marca 2002 roku w zremisowanym 0:0 towarzyskim meczu z Liechtensteinem. 3 września 2005 roku w wygranym 2:0 pojedynku eliminacji Mistrzostw Świata 2006 z Azerbejdżanem strzelił pierwszego gola w drużynie narodowej.